# Велин Харизанов
Велин Иванов Харизанов е български политик от БКП.

## Биография
Роден е на 14 ноември 1942 г. в пернишкото село Рани луг. Започва работа като шлосер в Централната ремонтна база на СМЕК „Георги Димитров“. От 1961 г. започва работа като резчик в Листпрокатния цех на СМК „Ленин“. От 1964 г. е валцьор на „Стан 500 – 2“ в Сортопрокатния цех. Впоследствие е издигнат за бригадир на младежката валцьорска бригада „Вилхелм Пик“. Неговата бригада дава най-добри показатели в целия комбинат. През 1969 г. става член на БКП. Завършва Техникум по черна металургия, а впоследствие специализира в СССР. Член на Бюрото на ОС на Българските професионални съюзи, на бюрото на ОК на БКП в Перник. От 5 април 1986 до 13 декември 1988 г. е кандидат-член на ЦК на БКП. С указ № 3920 от 5 ноември 1984 г. е обявен за Герой на социалистическия труд. Награждаван е още с „Орден на труда“ – сребърен (1978), орден „Георги Димитров“ (1982).